# 南阳宗教
南阳做为历史上南北经济、文化交汇之地，为宗教传播发展提供了有利条件。不论是源于中国的道教，或是源自国外的佛教、伊斯兰教、天主教、基督教，在不同的历史时期在南阳都有不同程度的发展。根据南阳官方2008年的统计，南阳全市有52万多人信教，其中基督教14万多人，伊斯兰教12万多人，道教14万多人，佛教10万多人，天主教2万多人，信教群众约占全市总人口4%。

## 道教
在南阳境内传播始于东汉，兴盛于唐代。清代，道教被满族统治者视为汉族的宗教予以镇压。南阳地区的道教属全真道，分支有龙门派、清静派、华山派、尹喜派、随山派、南无派和独缺嵛山派，其中龙门派人数最多，华山、南无两派次之。现存主要道观为玄妙观。

## 伊斯兰教
伊斯兰教于南宋时期随着回民的流入而在南阳传播开来，明宣德年问（1426年～1435年）建立的唐州三基屯清真寺是南阳最早的伊斯兰教寺庙，现存主要寺庙有：新野的沙堰清真寺、唐河的湖阳清真东寺、新野的横堤铺清真寺、社旗的清真寺、镇平的礼拜寿清真寺、南召的云阳清真寺。

## 天主教
明代崇祯十七年（1644年），法国传教士安恩利格到南阳靳岗传播天主教并设立教堂，南阳开始有了天主教活动。清康熙五年（1666年）朝廷下令没收教堂，天主教活动在南阳中断。道光二十二年（1842年），在《南京条约》签订后，南阳天主教得到发展，同时，罗马教廷派法国传教士安巴都（安西满）来靳岗，筹划成立天主教河南教区的“总堂府”，并与1844年正式成立，但之后南阳民众和教会之间的冲突不断。主要教堂为靳岗天主教堂（圣心修道院）。

## 基督教
清代光绪六年（1880年），周口内地会派人在赊旗镇考察并筹划新教区事宜，1886年在南阳府建立起第一座基督教教堂，1895年，挪威人狄来泰受老河口路德会派遣，在镇平县城花园街建立布道所一个，后因义和团运动爆发，外国传教士撤离。1900年赊旗镇的内地会受到白莲教围攻，传教士逃离。《辛丑条约》签订后，路德会返回南阳，内地会回赊旗镇，信义会也进入南阳县境，遵道会返回桐柏县境。这四个教派，到20世纪80年代仍遍及全区各县。

## 佛教
佛教何时传入南阳已无法考证，创建于东晋永昌年间公元324年的弥陀寺，为佛教在南阳最早的寺院。文化大革命时期，佛教受到严重冲击，僧尼被赶出寺院，殿宇僧舍被拆除或占用，经卷、文物遭到严重破坏。主要寺庙有：香严寺、法海寺、豫山寺、龙兴寺、菩提寺、水帘寺、福胜寺、丹霞寺、慧照寺、鄂城寺。